# 広島運転所

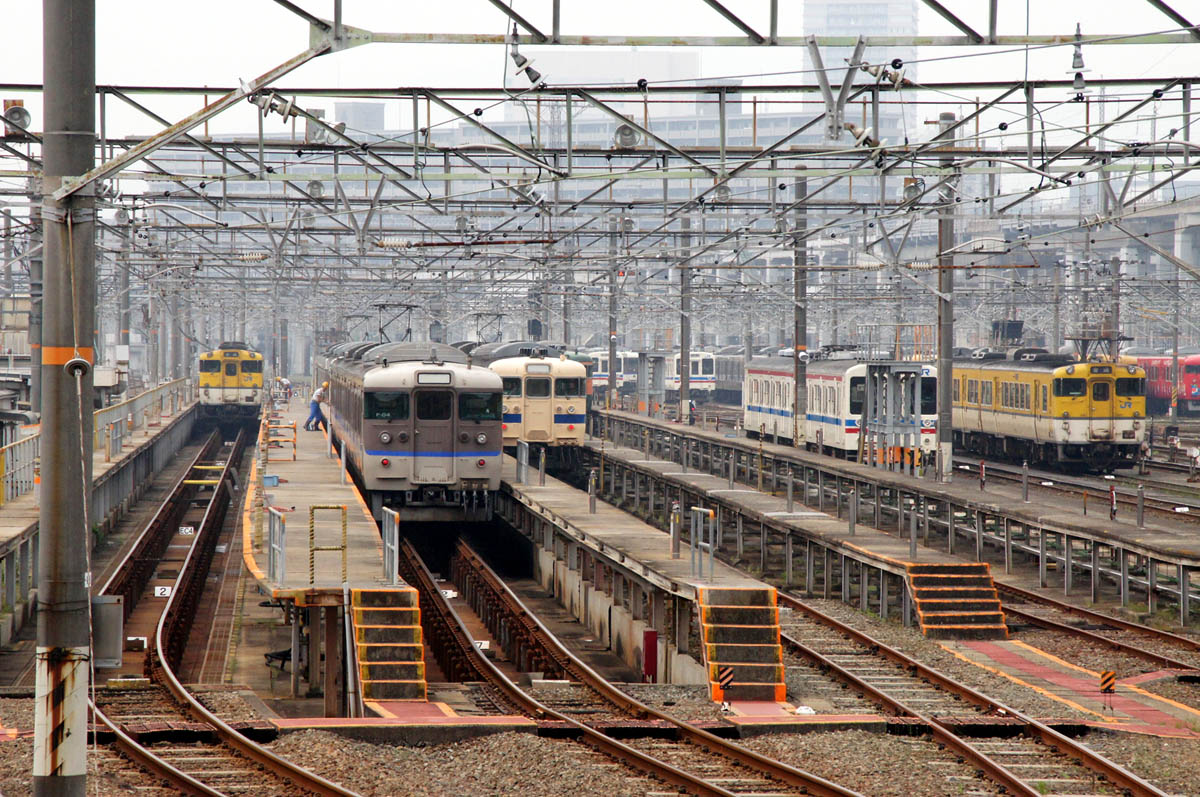
かつて広島運転所にあった車両基地

広島運転所（ひろしまうんてんしょ）は、広島県広島市東区にある西日本旅客鉄道（JR西日本）中国統括本部の乗務員が所属する組織である。

## 概要
2012年3月31日まで広島シティネットワークを中心に運用されている車両が所属する車両基地とともに、運転士も所属する組織であったが、同年4月1日に検修部門が下関総合車両所に統合されて同所の広島支所になり、運転士のみが所属する乗務員区所へと変更された。
車両基地は、山陽本線天神川 - 広島間に位置していた。

### 過去に存在した組織
- 矢賀検修分所
  - 芸備線矢賀駅のやや北東、広島新幹線運転所と日本貨物鉄道（JR貨物）広島車両所に隣接する場所に電車の検修専用として設けられており、回送線で結ばれていた。2004年7月に現在地（本所）へ統合され、矢賀派出所用地は広島新幹線運転所用地に転用された。
- 広島駅検査班
- 岩国派出所

## 配置車両の車体に記される略号
かつては広島支社の略号である「広」と、広島の電報略号である「ヒロ」から構成された「広ヒロ」であった。

## 配置車両（2011年）
電車は2011年10月1日現在、電車以外は2011年4月1日現在に配置されていた車両は次の通り。
広島シティネットワークエリア内を中心とした、普通・快速用の電車と気動車が配置されていた。なお、分割民営化後に製造された車両はキハ120形のみで、電車については国鉄時代に製造された車両のみとなっていた（下関総合車両所統合後に227系電車が投入されている）。
車両の塗色については広島支社のオリジナルカラーで塗り分けられていたが、2009年12月から電車は濃黄色、気動車は一部の車両をのぞいて国鉄末期の標準色と同じ朱色5号の一色塗りに順次変更されている。
| 電車  | 気動車 | 機関車 | 客車 | 貨車 | 合計  |
| ----- | ------ | ------ | ---- | ---- | ----- |
| 194両 | 12両   | 0両    | 1両  | 0両  | 207両 |

### 電車
- 103系電車（9両）
  - 3両編成（D編成）3本が配置されていた。
  - クモハ103 + モハ102 + クハ103 の編成で、D01編成のクモハ103-48は現存する唯一の0番台（新製時からクモハ）である[6]。D02・D03のクモハ103-2501・2502はモハ103からの改造である。すべて WAU102 冷房装置が搭載されている。
  - 山陽本線（糸崎 - 三原間・海田市 - 由宇間）・呉線で運用されている。
  - ワンマン運転に対応しており、トイレが設置されている。予備車がないため、113系が代走する場合がある。全車が濃黄色へ塗装変更されている。
  - 113系の転入により、B・E編成（4両編成）は廃車または岡山電車区に転出して2011年3月をもって広島運転所所属の4両編成は消滅し、2008年から実施された113系への置き換えが完了した。
  - 下関総合車両所統合後の2015年3月27日付で全車廃車となった。
- 105系電車（28両）
  - 2両編成（K編成）14本が配置されていた。
  - 山陽本線（糸崎 - 三原間・海田市 - 横川間）・呉線・可部線で運用されている。
  - 3扉車8本はトイレの設置および体質改善工事が完了しており、うち6本がワンマン運転に対応している。4扉車6本はほとんどが103系1000番台からの改造車で、クハが同0番台からの改造である1本を除いてトイレが設置されている。ワンマン運転対応車と対応していない車両で運用が分離されている。
- 113系電車（68両）
  - 4両編成（F編成）3本と4両編成(P編成)が14本配置されている。
  - 山陽本線（糸崎 - 三原間・海田市 - 由宇間）・呉線・可部線で運用されている。
  - 221系投入により余剰となった元京都総合運転所所属車や元日根野電車区所属車で、2009年度に入ってからも転入が進められている。
  - 京都総合運転所から転属したクハ111形のトイレはカセット式から汚物循環処理装置へ交換され、自動解結装置・高速対応の撤去が行われた。
- 115系電車（88両）
  - 4両編成（L編成）22本が配置されていた。
  - 所定運用では山陽本線（和気 - 新山口間）・呉線・可部線で運用されていた。
  - 全車が1000・2000番台の体質改善車で統一されていた。

　　2020年8月に最後まで残っていたL17編成が廃車回送され、2000番台（L編成）は消滅した。
- 145系電車（1両）
  - 1両が配置されている。牽引車。

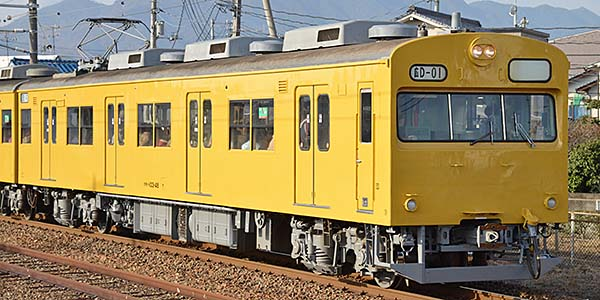
103系
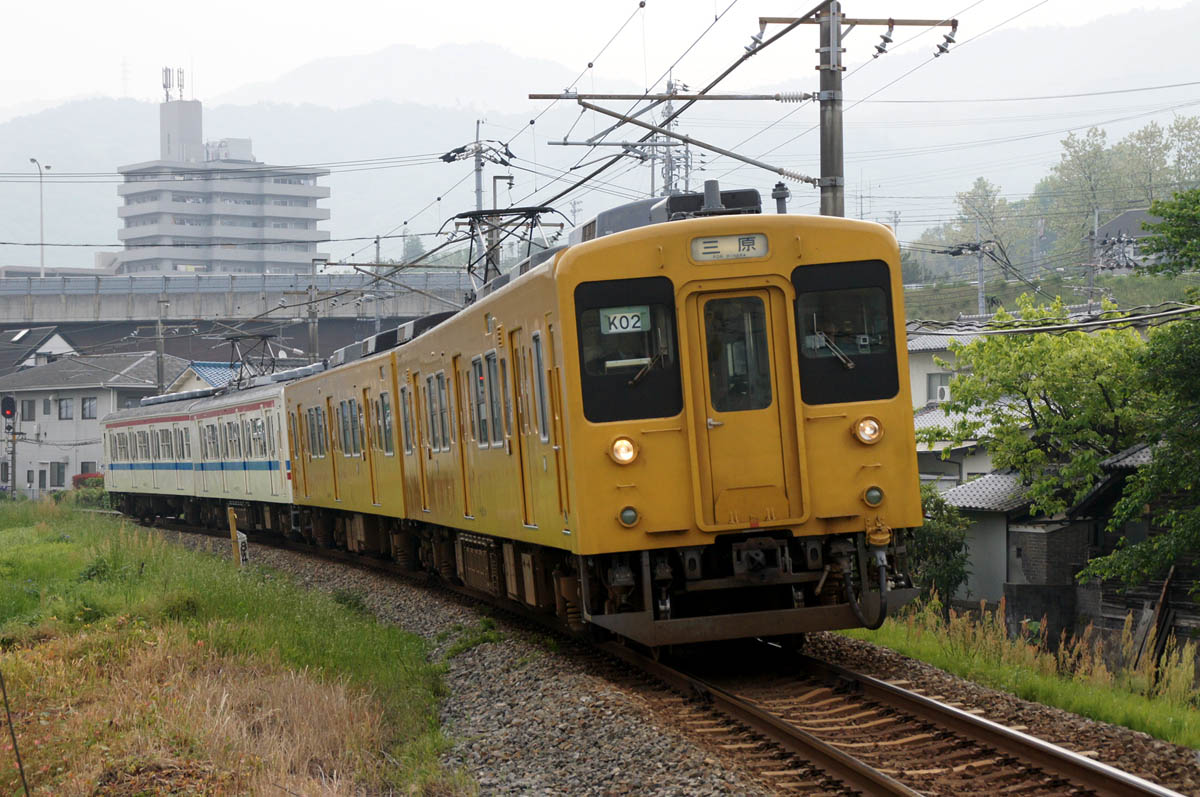
105系
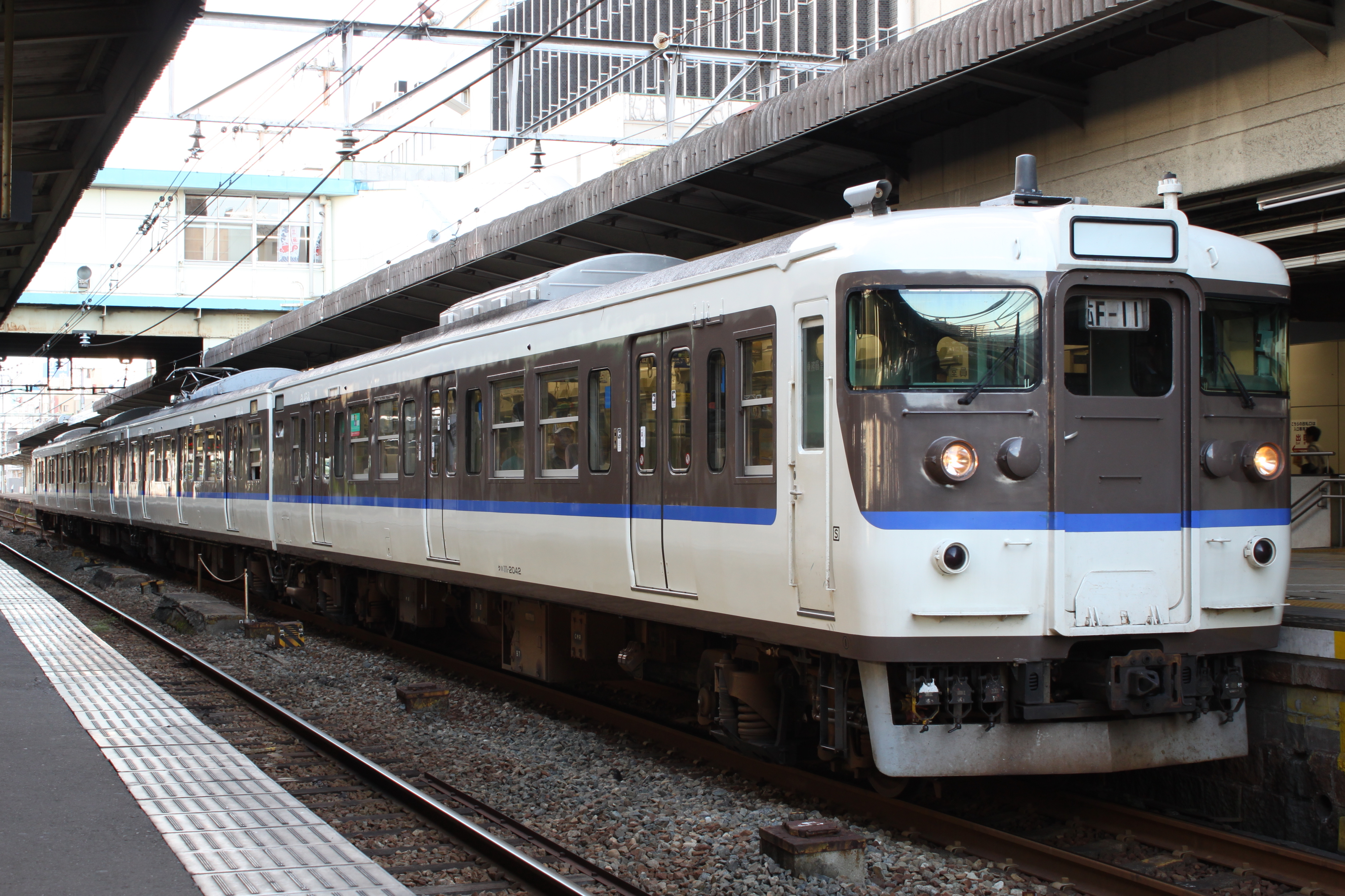
113系
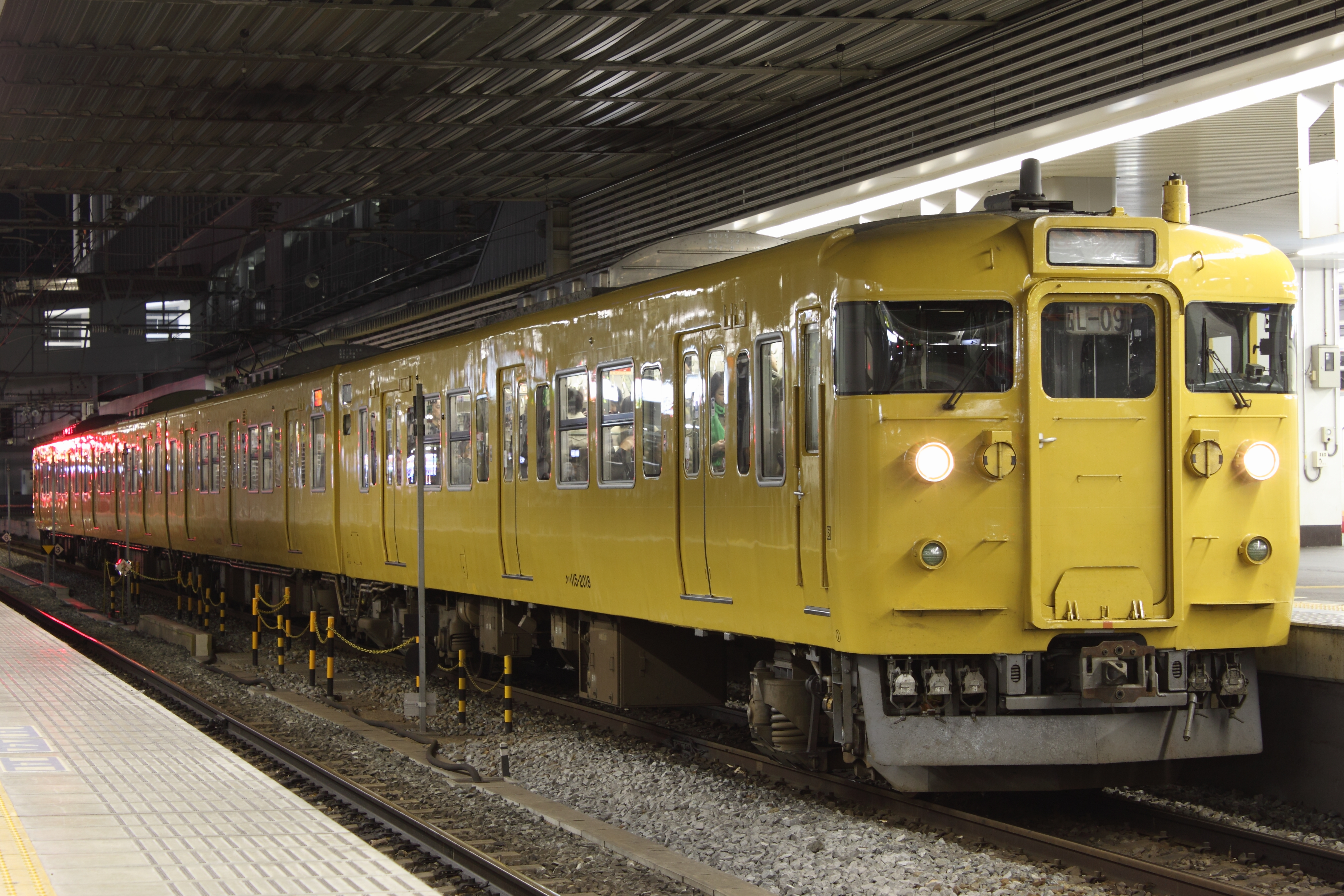
115系

### 気動車
- キハ47形気動車（2両）
  - 7000番台2両編成1本が配置され、呉線の臨時快速｢瀬戸内マリンビュー｣で運用される。
  - 芸備線（三次 - 広島間）でもキハ40系による運用があるが、これらは下関総合車両所新山口支所所属の車両により運用されている。

- キハ120形気動車（10両）
  - 0番台1両、300番台9両が配置されている。全車がワンマン運転に対応している。
  - 芸備線（備後落合 - 広島間）、福塩線（府中 - 塩町間）で運用される。芸備線は備後落合 - 三次間での運用が基本で、三次以南は出入区を兼ねた2往復のみ。
  - 広島地区で最も新しく、唯一民営化後に製造された車両であった。

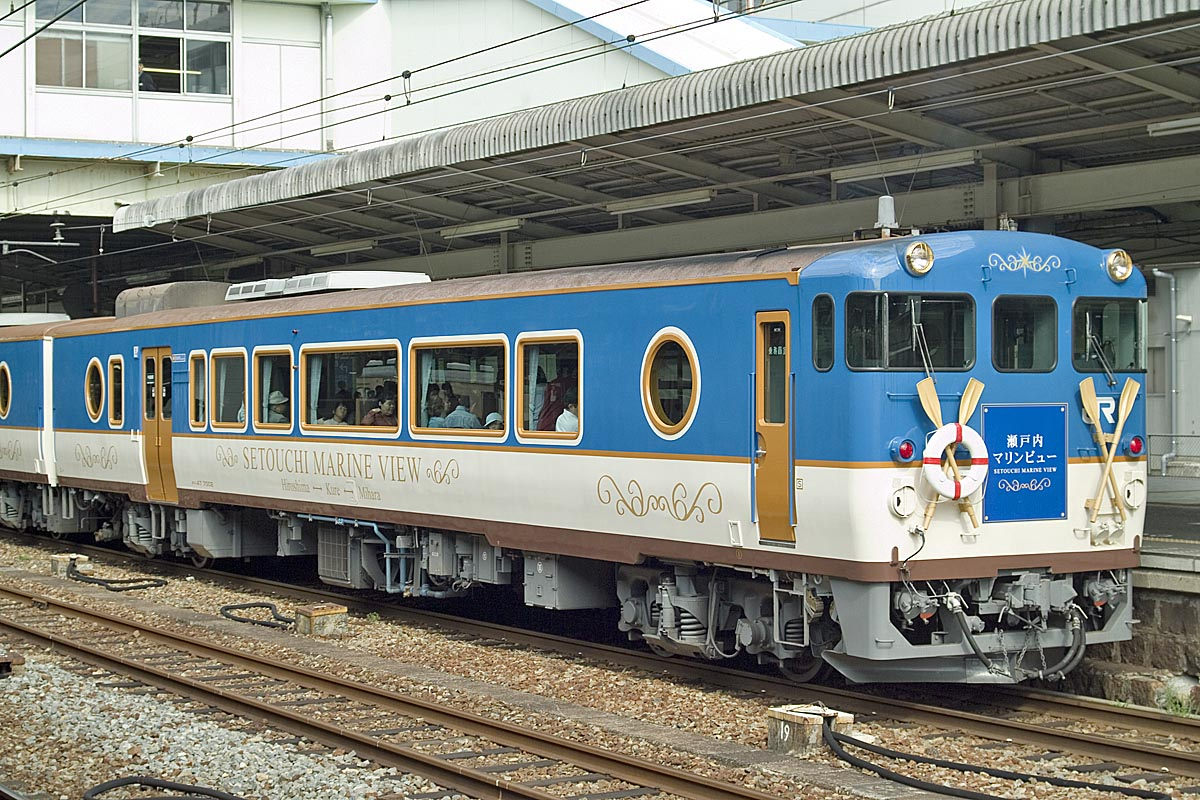
瀬戸内マリンビュー
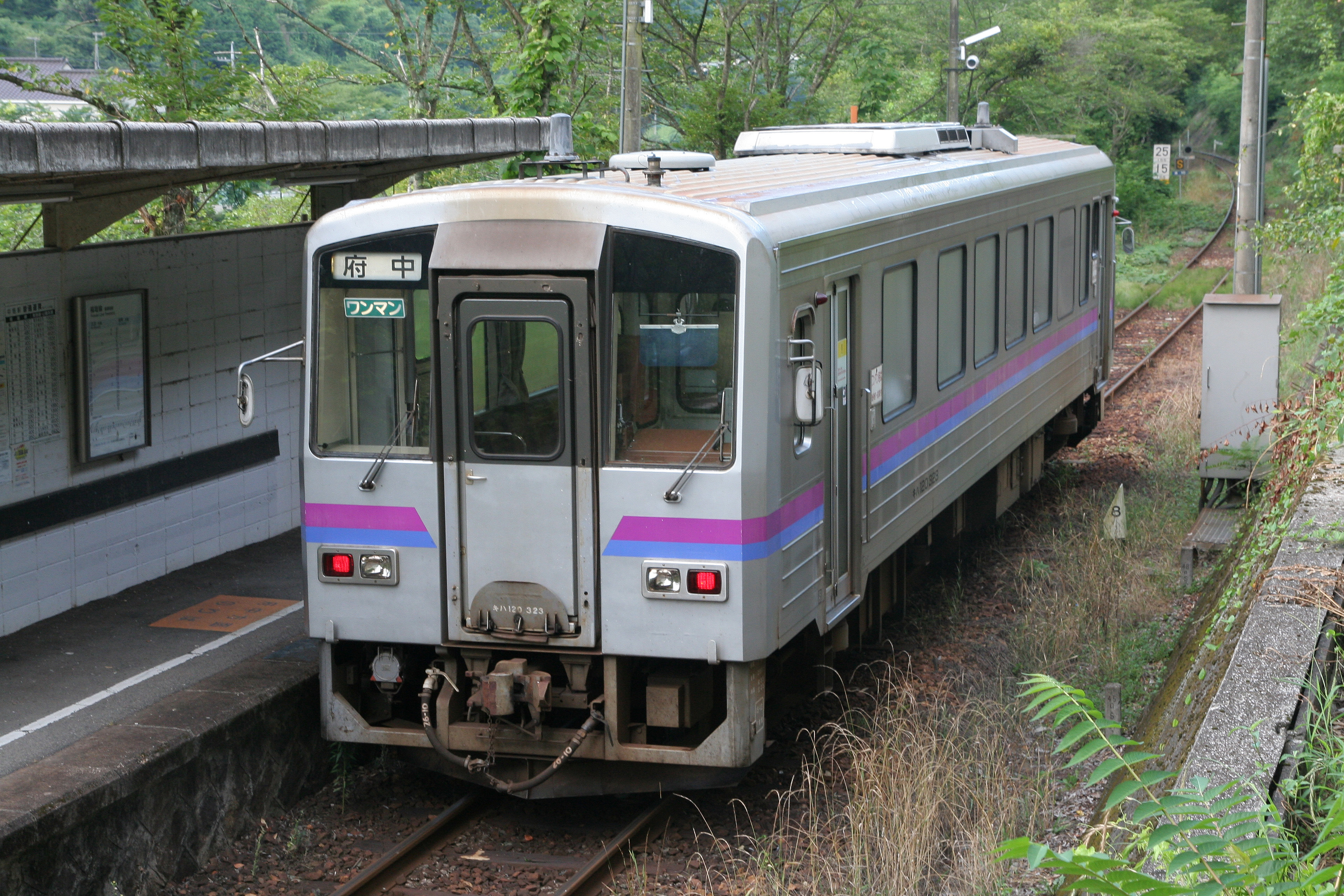
キハ120形

### 客車
- マニ50形客車（1両）
  - 1両が配置されている。救援車。

## 乗務範囲
- 山陽本線 - 糸崎 - 南岩国間
- 芸備線 - 三次 - 広島間
- 呉線 - 三原 - 海田市間
- 可部線 - 横川 - あき亀山間

## 歴史
- 1962年（昭和37年）5月7日 - 広島第二機関区が廃止され、代わりに広島運転所に組織変更となる。山陽本線広島電化により新たに導入されたEF58形や客車に代わるDCが配置される。区名札は｢広転」。
- 1965年（昭和40年）10月5日 - 広島機関区呉支区が組織変更で広島運転所呉支所となる。
- 1967年（昭和42年）4月15日 - 広島運転所の担当がDL・DC・EC・PCおよびその乗務員となりSL・EL関連業務は広島機関区に移る。
- 1970年（昭和45年）10月1日 - 呉支所が廃止され、呉派出所になる。
- 1972年（昭和47年）2月16日 - 矢賀検修分所が完成し、矢賀電留線が使用開始。
- 2012年（平成24年）4月1日 - 広島運転所の検修部門が下関総合車両所に統合され、広島運転所は運転士のみが所属する組織になる[1]。